# مری اگنس اسنیولی
مری اگنس اسنیولی (انگلیسی: Mary Agnes Snively؛ ‏ ۱۲ نوامبر ۱۸۴۷ – ۲۶ سپتامبر ۱۹۳۳) پرستار اهل کانادا بود. پدر او کانادایی و مادرش ایرلندی بود.
وی یکی از بنیان‌گذاران و همچنین نخستین رئیس انجمن پرستاران کانادا محسوب می‌شود.
مری اگنس اسنیولی همچنین یکی از بنیان‌گذاران شورای بین‌المللی پرستاران و رئیس افتخاری خزانه‌داری آن از سال ۱۹۰۰ تا ۱۹۰۴ بود. او از ۱۸۸۴ تا ۱۹۱۰ میلادی سرپرست و مدیر مدرسهٔ پرستاری بیمارستان عمومی تورنتو بود.